# Corydalis glaucescens
Corydalis glaucescens är en vallmoväxtart. Corydalis glaucescens ingår i släktet nunneörter, och familjen vallmoväxter.

## Underarter
Arten delas in i följande underarter:
- C. g. glaucescens
- C. g. pamiroalaica